# José Melhado Campos
José Melhado Campos, bekannt als Dom Melhado, (* 29. November 1909 in Limeira, Brasilien; † 21. September 1996 in Tatuí) war ein brasilianischer Geistlicher und Bischof von Sorocaba.

## Leben
José Melhado Campos empfing am 15. August 1934 das Sakrament der Priesterweihe.
Am 29. Mai 1960 ernannte ihn Papst Johannes XXIII. zum Bischof von Lorena. Der Erzbischof von Botucatu, Henrique Golland Trindade OFM, spendete ihm am 17. Juli desselben Jahres die Bischofsweihe; Mitkonsekratoren waren der Bischof von São Carlos, Ruy Serra, und der Bischof von Petrópolis, Manuel Pedro da Cunha Cintra.
Papst Paul VI. bestellte ihn am 22. Februar 1965 zum Titularbischof von Hospita und zum Koadjutorbischof von Sorocaba. Melhado Campos wurde am 8. Januar 1973 in Nachfolge des verstorbenen José Carlos de Aguirre der zweite Bischof von Sorocaba. Am 20. März 1981 nahm Papst Johannes Paul II. das von José Melhado Campos vorgebrachte Rücktrittsgesuch an.
José Melhado Campos nahm an allen vier Sitzungsperioden des Zweiten Vatikanischen Konzils teil.